# Witton Gilbert
Witton Gilbert är en ort och civil parish i Storbritannien.   Den ligger i kommunen Durham i riksdelen England, i den centrala delen av landet, 400 km norr om huvudstaden London. Witton Gilbert ligger 108 meter över havet och antalet invånare är 2 339.
Terrängen runt Witton Gilbert är lite kuperad, och sluttar brant österut. Runt Witton Gilbert är det tätbefolkat, med 476 invånare per kvadratkilometer. Närmaste större samhälle är Newcastle upon Tyne, 18,7 km norr om Witton Gilbert. Omgivningarna runt Witton Gilbert är en mosaik av jordbruksmark och naturlig växtlighet.
Popgruppen Prefab Sprout, som hade flera hitlåtar och -album framförallt på 1980- och 90-talet, kommer från Witton Gilbert-trakten.